# Elatine ecuadoriensis
Elatine ecuadoriensis är en slamkrypeväxtart som beskrevs av U. Molau. Elatine ecuadoriensis ingår i släktet slamkrypor, och familjen slamkrypeväxter. Inga underarter finns listade i Catalogue of Life.